# Ɪ̃
Cette page contient des caractères spéciaux ou non latins. S’ils s’affichent mal (▯, ?, etc.), consultez la page d’aide Unicode.
Ɪ̃ (minuscule : ɪ̃), appelé petite capitale i tilde, est un graphème utilisé dans l’écriture du koulango. Il s’agit de la lettre petite capitale i diacritée d'un tilde.

## Représentations informatiques
La petite capitale i tilde peut être représenté avec les caractères Unicode suivants :
- décomposé (latin étendu B, Alphabet phonétique international, diacritiques)[1],[2],[3]

```
:
```

| formes    | représentations | chaînes de caractères | points de code | descriptions                                                |
| --------- | --------------- | --------------------- | -------------- | ----------------------------------------------------------- |
| capitale  | Ɪ̃               | Ɪ◌̃                    | U+A7AE U+0303  | lettre majuscule latine petite capitale i diacritique tilde |
| minuscule | ɪ̃               | ɪ◌̃                    | U+026A U+0303  | lettre minuscule latine petite capitale i diacritique tilde |